# やさしい雨 (お笑いコンビ)
やさしい雨（やさしいあめ）は、かつて太田プロダクションに所属していたお笑いコンビ。2020年6月解散。

## メンバー
松崎 克俊（まつざき かつとし、1983年9月2日（41歳） - ）ボケ（有吉ベース#61では自身でツッコミと言っている）担当、立ち位置は向かって左。
- 福岡県出身。身長169cm、体重65kg、血液型A型。

吉本 純（よしもと じゅん、1984年3月18日（41歳） - ）ツッコミ・ネタ作り担当、立ち位置は向かって右。
- 神奈川県出身。身長171cm、体重74kg、血液型B型。
- 特技はハンドボール、趣味はギター、ハーモニカ、サックス演奏。
- 椎名林檎、猫、三国志、ジョジョの奇妙な冒険を好む[1]。

## 来歴・芸風
専門学校東京アナウンス学院の卒業生同士でコンビを結成。結成当初のコンビ名は「優しい雨」だったが、後に現コンビ名に改名。本人たち曰く「事務所によって勝手に変えられた」とのこと。
あきげん、ラブアンドピースとの3組の合同ライブ『僕の細道』を行っていたことがある。
ネタは主にコント。松崎のアニメ・漫画好きを生かした形の「オタクの兄と、兄を慕う弟」などのネタがある。ここでは松崎が弟役の吉本に初歩（ABC）を教える場面があり、このABCのネタは語呂合わせになっている。また、この時松崎は萌えキャラのTシャツを着ていることが多い。この他、吉本のギター演奏に合わせて二人で歌いながらネタを繰り出す（途中で松崎がハーモニカを吹き出すことや、新聞や冊子などの文をそのまま歌にして読みながら歌い上げること）というものがある。
2020年4月18日、吉本のブログにて同年6月6日にコンビの解散と、同日にコンビ最後の単独ライブ『LAST LOVE LETTER-幸福絶頂版-』の開催を発表した。なおコンビ解散後、吉本はお笑いの世界から離れ松崎は引き続きピン芸人として活動を続ける。
しかし新型コロナウイルスの影響により、単独ライブは同年6月6日のZoom有料配信に変更することが同年5月19日に発表された。

## 出演

### テレビ
- 爆笑オンエアバトル（NHK総合）戦績1勝4敗 最高389KB
- オンバト+（NHK総合）戦績2勝6敗 最高469KB
- 給与明細（テレビ東京、2008年4月7日）
- お笑い図鑑 ハマヌキ（テレビ神奈川）
- モバタレGREAT（日本テレビ） - 『タレタマ』お笑い枠メンバー
- 新春ホワイトカーペット（フジテレビ、2009年1月1日） - 第1回、キャッチコピーは「オタクは何でも知っている」
- エンタの天使（日本テレビ、2009年5月27日） - 第10回、キャッチコピーは「アキバ系の性長ストーリー」
- 新春ゴールデンカーペット（フジテレビ、2011年1月1日） - キャッチコピーは「笑いは激しく」
- 太田プロライブ月笑（テレ朝チャンネル）
- ショーバト!（日本テレビ、2010年6月22日、2010年8月17日） - 「ミニバト!」
- 有吉AKB共和国（TBSテレビ、2010年8月16日、2014年7月7日、2015年5月4日）
- ウケウリ!!（日本テレビ）
- 今田耕司プレゼンツ 鶴瓶vs未知数芸人 俺の相方誰やねん!?スペシャル（関西テレビ、2011年1月2日）
- THE STREET FIGHTERS（テレビ朝日系、2011年2月14日）
- ネ申谷田丁バー（テレビ東京、2011年3月6日、2011年3月26日） - 松崎のみ
- ぼいすた!（BS-TBS、2011年4月2日 - 9月24日）レギュラー
- 新進気鋭（日本テレビ、2012年8月11日）
- お願い!ランキング（テレビ朝日、2014年3月24日）「年収100万円以下芸人 勝ち抜きネタバトル!切実!マネーリング!」
- 笑いのゴッドファーザー オレたちに頭を下げさせろ（日本テレビ）- 2015年10月5日
- 有吉の壁（日本テレビ）- 2015年12月28日〜2016年7月3日 - これ以降松崎のみ
- ぐるぐるナインティナイン おもしろ荘 若手にチャンスを頂戴 今年も誰か売れてSP（日本テレビ）- 2016年1月1日
- 有吉ベース（2016年1月- 、フジテレビONE）
- くりぃむナンチャラ（テレビ朝日、2016年12月17日）- 松崎のみ
- くりぃむしちゅー特番 芸能界最強！お笑いマニア王決定戦（テレビ朝日、2017年1月3日） - 松崎のみ
- オールスター後夜祭（2019年4月7日[4]、TBSテレビ）

### ネット配信
- 内村さまぁ〜ず（ミランカ） - 第53回（2008年12月26日〜2009年1月14日配信）
- ぼいすた!生（バナフェス!ラジオ、2011年7月16日 - 2012年3月27日）レギュラー
- オールスター後夜祭（2018年10月7日[5]、TBSテレビ）

### ラジオ
- 有吉弘行のSUNDAY NIGHT DREAMER（JFN、2012年3月11日、2013年8月）
- WOTA倶楽部（FM-FUJI、2012年4月6日 - ）レギュラー

### テレビアニメ
- 惡の華
- 最近、妹のようすがちょっとおかしいんだが。 第9話 バトルヒーター&料理の鉄人 （TOKYO MX、サンテレビ、2014年3月7日）※松崎のみ、本人 役
- ブレンド・S 第3話 デートのち18禁 （TOKYO MX、BS11、とちぎテレビ、群馬テレビ、2017年10月21日) ※松崎のみ

## 著書
- 『キャラクターが好きすぎて生きるのが辛い。』松崎克俊著（2012年、太田出版、ISBN 978-47783-1298-5）